# Кукушкин, Иван Михайлович
Ива́н Миха́йлович Куку́шкин (род. 24 июля 2002, Санкт-Петербург) — российский футболист, вратарь клуба «Пари Нижний Новгород», выступающий на правах аренды за «Балтику».

## Биография
Уроженец Санкт-Петербурга. Воспитанник академии «Зенита».
24 февраля 2020 года на правах аренды перешёл в петербургскую «Звезду», однако не провёл за команду ни одного матча из-за досрочного завершения сезона.
15 августа 2020 года дебютировал в профессиональном футболе за «Зенит-2» в матче против клуба «Луки-Энергия».
25 февраля 2021 года был куплен клубом «Уфа», с которым подписал контракт на 3,5 года. 17 июля 2022 года дебютировал за клуб в матче против «Кубани».
15 июля 2023 года на правах свободного агента подписал трёхлетний контракт с клубом «Пари Нижний Новгород». Дебютировал за клуб 4 октября в матче Кубка России против «Краснодара». 9 декабря 2023 года провёл дебютный матч в РПЛ против «Зенита».
30 декабря 2024 года был арендован клубом «Балтика». В сезоне 2024/25 стал победителем Первой лиги.

## Статистика выступлений
| Выступление      | Выступление      | Выступление      | Лига | Лига | Кубки | Кубки | Стыковые матчи | Стыковые матчи | Итого | Итого |
| Клуб             | Лига             | Сезон            | Игры | Голы | Игры  | Голы  | Игры           | Голы           | Игры  | Голы  |
| ---------------- | ---------------- | ---------------- | ---- | ---- | ----- | ----- | -------------- | -------------- | ----- | ----- |
| Зенит-2          | ПФЛ              | 2020/21          | 3    | −6   | —     | —     | —              | —              | 3     | -6    |
| Зенит-2          | Итого            | Итого            | 3    | −6   | —     | —     | —              | —              | 3     | -6    |
| Уфа              | Первая лига      | 2022/23          | 18   | −24  | 3     | −4    | —              | —              | 21    | -28   |
| Уфа              | Итого            | Итого            | 18   | −24  | 3     | −4    | —              | —              | 21    | -28   |
| Пари НН          | РПЛ              | 2023/24          | 1    | −1   | 3     | −9    | 0              | 0              | 4     | -10   |
| Пари НН          | Итого            | Итого            | 1    | −1   | 3     | −9    | 0              | 0              | 4     | -10   |
| → Балтика        | РПЛ              | 2025/26          | 0    | 0    | 1     | −2    | —              | —              | 1     | -2    |
| → Балтика        | Итого            | Итого            | 0    | 0    | 1     | −2    | —              | —              | 1     | -2    |
| Всего за карьеру | Всего за карьеру | Всего за карьеру | 22   | −31  | 7     | −15   | 0              | 0              | 29    | -46   |

## Достижения
«Балтика»
- Победитель Первой лиги: 2024/25
- Итого : 1 трофей